# Amerika (roman)
Amerika eller Den försvunne (originaltitel: Der Verschollene) är en roman av Franz Kafka, utgiven postumt 1927. Kafka själv kallade aldrig romanen för Amerika utan för Der Verschollene (Den försvunne). De svenska utgåvorna från 1998 och 2005 använde Kafkas ursprungliga titel (men de båda utgåvorna 2019 har åter Amerika som titel). Romanen är ofullbordad och det finns motstridiga uppgifter om hur Kafka hade tänkt sig att den skulle sluta.
Kafka själv sade sig skriva Amerika / Den försvunne under inflytande av Charles Dickens romaner. Romanen författades huvudsakligen 1912 och skiljer sig i flera avseenden från Kafkas övriga verk, framför allt de två senare romanerna Processen och Slottet. Jämfört med dessa är Amerika / Den försvunne ljusare och handlingen har inte samma drag av overklighet och drömtillstånd.
Det första kapitlet, Der Heizer (Eldaren) publicerades separat 1913.

## Handling
Unge Karl Rossmann utvisas ur föräldrahemmet i Europa, då han blivit förförd av en äldre kvinna, och skickas i stället iväg till Amerika. Han får inledningsvis bo hos sin morbror i New York. Efter att morbrodern gett honom sparken får Karl, efter en tids luffande, istället jobb som hissoperatör på ett hotell. Karl råkar dock i problem när två bekanta från tiden som luffare dyker upp på hotellet, och han får lämna detta arbete. Han följer med de två luffarna och tillbringar en tid tillsammans med dem som en sorts husslav hos den synnerligen kraftiga operasångerskan Brunelda. Sedan följer den första stora luckan i handlingen. Senare får Karl arbete som kontorist på ett företag, som uppenbarligen är en bordell, dit han även får i uppdrag att föra Brunelda. Sedan följer en andra lucka i handlingen. Karl bestämmer sig för att söka arbete hos den stora "teatern i Oklahama" (Kafka stavar detta namn så) och får också anställning där, som tekniker. Han påbörjar tågresan mot "Oklahama". Sedan slutar romanfragmentet.

## Översättningar till svenska
Romanen har översatts till svenska dels av Johannes Edfelt i samarbete med Tage Aurell 1947 (nyutgåvor 1963, 1972, 1980, 1983, 1986, 1990 och 2019) och dels av de likaledes samarbetande Hans Blomqvist och Erik Ågren 1998 (nyutgåvor 2005 och 2019).